# 首届中国金鸡百花电影节
首届中国金鸡百花电影节于1992年11月1日至7日，在中国广西桂林市举办。